# Thryophilus sinaloa
El cucarachero sinaloense  (Thryophilus sinaloa), también conocido como chivirín sinaloense, colchonero común, ratona sinaloense o saltapared sinaloense, es una especie de ave paseriforme de la familia Troglodytidae.
Es endémica de México, con dos avistamientos documentados en Estados Unidos, ambos en Arizona. Habita en bosques secos y manglares.

## Subspecies
Se reconocen tres subespecies:
- Thryophilus sinaloa cinereus Brewster, 1889
- Thryophilus sinaloa russeus Nelson, 1903
- Thryophilus sinaloa sinaloa S. F. Baird, 1864